# Edsjön, Hälsingland
Edsjön är en sjö i Hudiksvalls kommun i Hälsingland och ingår i Delångersåns huvudavrinningsområde. Sjön har en area på 0,108 kvadratkilometer och ligger 81 meter över havet.

## Delavrinningsområde
Edsjön ingår i det delavrinningsområde (683530-156104) som SMHI kallar för Utloppet av Kösen. Medelhöjden är 55 meter över havet och ytan är 10,18 kvadratkilometer. Det finns inga avrinningsområden uppströms utan avrinningsområdet är högsta punkten. Vattendraget som avvattnar avrinningsområdet har biflödesordning 2, vilket innebär att vattnet flödar genom totalt 2 vattendrag innan det når havet efter 20 kilometer. Avrinningsområdet består mestadels av skog (75 procent). Avrinningsområdet har 1,43 kvadratkilometer vattenytor vilket ger det en sjöprocent på 14,1 procent.